# Educación por extensión
Los términos educación por extensión, formación permanente, educación continua, formación continua, capacitación continua y educación a lo largo de la vida comprenden una gran cantidad de actividades y programas de aprendizaje teórico-práctico que se realizan a lo largo de la vida, después de la formación obligatoria o reglada (ya sea educación secundaria, bachillerato, formación profesional, o formación universitaria). 
Entre la gama de programas están: cursos elaborados para estudiantes no tradicionales, formas de capacitación sin grado académico, capacitación para el trabajo, cursos de formación personal (presenciales o a distancia), educación autodirigida, tales como cursos a través de grupos de interés de Internet, actividades de investigación personal, pasantías enfocadas a la resolución de problemas, cursos de idiomas, etc.

## Orígenes
En los albores del siglo XX, concretamente en 1929, surge el libro Lifelong Education, de Basil Yeaxlee, que es el primer documento orientado a la capacitación del adulto, en el que se agrupan principios estructurados de educación formal y  no formal.
En el año 1949, se realiza la Primera Conferencia Internacional de Educación de Adultos, en Elsinore,  Dinamarca auspiciada por la Unesco, en la que se analiza las necesidades de todas aquellas personas mayores de 15 años y cuyo resultado es la formación y capacitación de los adultos enfocados principalmente al área laboral. 
En el año 1965, el Comité Internacional de la Unesco para la Educación de Adultos exhortó a "que se adoptara el principio de educación permanente";  y es desde ese año que la Unesco establece que es parte del quehacer de las Instituciones de Educación Superior (IES)  formen a los estudiantes que deseen regresar a las aulas, ya sea para adquirir o actualizar conocimientos, sin que sea necesario contar con un grado académico.
La Conferencia CONFINTEA VII de la UNESCO, refuerza y amplía estas visiones iniciales sobre la educación de adultos. En este marco, se destaca el poder transformador del aprendizaje y la educación de adultos, no solo en el ámbito laboral, sino también en la promoción de la ciudadanía activa, la alfabetización mediática y la cohesión social. Se reconoce que la educación de adultos es esencial para enfrentar desafíos contemporáneos, como el aumento del fanatismo y el extremismo violento, la desconfianza en la ciencia y las crecientes desigualdades.

## Definición
La educación continua, aunque puede entenderse como educación para adultos, supera este concepto, ya que incluye a jóvenes, profesionales, adultos y ancianos que, con titulaciones oficiales o sin ellas, profundizan en su educación y formación pudiendo, cuando los programas de convalidación o correspondencia existen, alcanzar reconocimiento oficial con la titulación correspondiente. 
Normalmente en el concepto de educación continua no se incluye instrucción básica en lengua o alfabetización. Puede o no incluir programas de capacitación vocacional o desarrollo educacional general. Habitualmente el estudiante de formación continua tiene cierto nivel educativo o profesional y quiere mejorarlo u obtener el reconocimiento oficial a su capacitación, o simplemente continuar su educación y profundizar en ella.
Sin embargo, esta percepción está cambiando, ya que, en algunos casos, el estudiante tiene los conceptos prácticos, pero necesita formalizarlos; por eso regresa a las aulas a través de programas académicos avalados por alguna institución educativa.
En los Estados Unidos la educación continua involucra enrolamiento en una escuela o universidad conocidas como "escuelas de extensión". Frecuentemente, en los Estados Unidos esto significa inscribirse en cursos que no adjudican créditos, y que se toman a título personal. Igualmente, en los Estados Unidos dichos cursos son ofrecidos por escuelas comunitarias.
Las actividades de educación continua van a depender de la aceptación de un organismo regulador. Sin embargo, la disponibilidad de plataformas educativas en línea y de cursos virtuales trasciende las barreras geográficas tradicionales y permiten al estudiante obtener educación continua de calidad en la comodidad de su hogar, en el trabajo y hasta en dispositivos móviles.

## Importancia en elsigloXX
La OCDE señala que las necesidades formativas a lo largo de la vida inevitablemente tienen implicaciones sociales, y que memorizar hechos y procedimientos no es suficiente para tener éxito. Por ello, para todas las personas que trabajan, es importante tener habilidades para generar nuevas ideas, nuevos conocimientos, nuevos procedimientos, ser capaces de criticar y, sobre todo, ser capaces de aplicar los conocimientos a la vida productiva. Ampliar conocimientos es una de las mejores formas de ganar autoconfianza en las propias capacidades y habilidades. De ahí que sea tan recomendable incorporar la formación como un proceso continuo.
Algunos importantes aspectos que se deben considerar son: flexibilidad, innovación en el manejo del conocimiento, aprendizaje personalizado, motivación, uso de diversas fuentes de conocimiento y utilización como medio de aprendizaje de las nuevas tecnologías aplicadas a la educación.

## Características
El entorno actual es muy exigente, debido principalmente a:
- rapidez del cambio tecnológico,
- veloz innovación,
- rigidez de las estructuras empresariales y de la organización del trabajo,
- mundialización de los mercados, y
- fuerte competitividad.

Todo esto provoca que las organizaciones hagan constantemente esfuerzos por adaptarse a los cambios y garantizar así su competitividad. Para conseguirlo es necesario formar a los profesionales que trabajan en ellas. Formarse implica cambiar. Cambiar la manera de hacer las cosas dependerá de un elemento tan importante como es el factor humano. 
La empresa innovadora y competitiva necesita contar con profesionales formados para poder avanzar.
Algunas de las características de la educación continua son:
- No es necesario tener un grado académico.
- No se otorga un grado académico, ya que generalmente los programas que se imparten son cursos, talleres, seminarios o Massive Open Online Courses (MOOC).
- No existen limitaciones en el número de programas de educación continua que se imparten o que se cursan.
- Se imparte en modalidad presencial o a distancia.
- No se otorgan créditos equivalentes para cualquier programa de posgrado (Especialización o Maestría). Algunas instituciones educativas otorgan créditos por cursos, talleres o diplomados y dichos créditos solo funcionan para los posgrados de la propia institución; es una forma de apoyar a quienes desean fortalecer sus aprendizajes bajo la educación continua y, luego, desean continuar con un posgrado.

## Ventajas
1. Actualización o adquisición de conocimientos de forma permanente mejorando la productividad y eficacia.
2. Ascender en la carrera profesional con unas mejoras económicas.
3. Mayor satisfación laboral y mejora de la autoconfianza.
4. Probar y explorar los nuevos modelos educativos que surgen haciendo uso de la Internet.
5. Establecer nuevas relaciones humanas al interactuar con personas de entornos diferentes.
6. Regresar a las aulas de las Instituciones de Educación Superior (IES).
7. Reconocimientos y mayores satisfaciones laborales.